# Argentine aux Jeux olympiques d'été de 1988
L'équipe olympique argentine participe aux Jeux olympiques d'été de 1988 à Séoul. Elle y remporte deux médailles : une en argent et une en bronze, se situant à la trente-cinquième place des nations au tableau des médailles. La joueuse de tennis Gabriela Sabatini est la porte-drapeau d'une délégation argentine comptant 118 sportifs (93 hommes et 25 femmes).